# The First Ten Years
The First Ten Years är en musikvideo av den brittiska heavy metalgruppen Iron Maiden. Videofilmen består av en samling av alla de musikvideor Iron Maiden gav ut mellan åren 1980 och 1990, alltså de första tio åren av deras karriär.
De flesta dök även upp på dvd:n Visions of the Beast.

## Låtlista
- Women in Uniform (Macainsh)
- Wrathchild (Harris)
- Run to the Hills (Harris)
- The Number of the Beast (Harris)
- Flight of Icarus (Smith, Dickinson)
- The Trooper (Harris)
- 2 Minutes to Midnight (Smith, Dickinson)
- Aces High (Harris)
- Running Free (Harris, Di'Anno)
- Wasted Years (Smith)
- Stranger in a Strange Land (Smith)
- Can I Play with Madness (Smith, Dickinson, Harris)
- The Evil That Men Do (Smith, Dickinson, Harris)
- The Clairvoyant (Harris)
- Infinite Dreams (Harris)
- Holy Smoke (Harris, Dickinson)

## Banduppsättning
- Bruce Dickinson - sång
- Steve Harris - bas
- Nicko McBrain - trummor
- Adrian Smith - gitarr
- Dave Murray - gitarr